# Songe de Platon
Pour les articles homonymes, voir Songe.
Songe de Platon est un conte philosophique de Voltaire paru en 1756 et composé vers 1737. 

## Présentation
Le Songe de Platon est une simple et courte note philosophique qui parodie la doctrine platonicienne du Timée, considérée comme une des nombreuses rêveries dérisoires de Platon. Le philosophe grec y est ridiculisé à travers la présentation polémique de théories aussi absurdes que fumeuses, tirées de plusieurs de ses dialogues, entre autres  La République, ou encore, le Banquet ; ce dernier dialogue n’est pas nommé mais visé par allusion à la théorie de « la nature humaine autrefois double qui, en punition de ses fautes fut divisée en mâle et femelle ». 

Le personnage du « grand Démiourgos, l’éternel Géomètre », a ordonné à ses disciples de fabriquer des planètes. Ceux-ci se font des reproches, une fois le travail fini. Les vaines querelles philosophiques se développent de façon ridicule, sous forme  « de gros volumes, des brochures, des bons mots, des chansons », jusqu’à ce que Démiourgos finisse par trancher : tous les participants ont fait des choses imparfaites, car lui seul, peut faire des choses parfaites et immortelles. La chute du conte est d’une ironie féroce : « Voilà ce que Platon enseignait à ses disciples. Quand il eut cessé de parler, l’un d’eux lui dit : Et puis vous vous réveillâtes. »